# 128. vestlige længdekreds
Den 128. vestlige længdekreds (eller 128 grader vestlig længde) er en længdekreds, der ligger 128 grader vest for nulmeridianen. Den løber gennem Ishavet, Nordamerika, Stillehavet, det Sydlige Ishav og Antarktis.